# 弾頭
弾頭（日:だんとう 英:warhead）は、高速移動する武器や兵器のうち、先端や先端付近にあって加害の主体を成す部分を指す。

## 概要
弾頭は、敵に向かって空中や水中を高速移動し、最終的には加害を与える多様な武器や兵器において、目標に衝突するなどして実際の加害を与える部分を指す。

## 分類

### 組成
弾頭は、機能・素材・形状によって様々に分類されており、近代兵器では、おおむね内部に納める物の違いから弾頭が分類される。
中実
運動エネルギー弾では内部も外殻と同じか、それより重く硬い物質で構成することで、高速運動による物理エネルギーを最大限保存したまま、目標に衝突することで加害効果を得るものがある。銃器などがこれに相当する。
炸薬
外殻（弾殻）に炸薬を詰めて、信管の起爆によって外殻の飛散や炸薬自体の熱と衝撃を生み出し、目標に加害効果を与える。弾頭として最も一般的なものであり、高性能な信管や外殻と炸薬など、やや複雑な構成が必要であり、ある種の爆弾であることから運搬や保管も注意が求められる。
可燃物
焼夷効果を求めて、油脂のような可燃性の薬品を用いる。
化学薬品
爆発性や可燃性は無いが、人体や生物に対して命の危険や思考・行動の自由を奪う性質の化学薬品を用いる。
細菌
生物兵器として用いられる。
核爆弾
核兵器として用いられる。
その他
その他のものとして、光を放つ照明弾や電波反射体を散布するチャフ、送電施設を機能不全にする導電性繊維のスプールなどがある。

### 目的
目的によって使い分けられる。例えば大砲の砲弾では、以下のような種類が一般に使い分けられる。
徹甲弾
装甲のある標的に対して、その装甲を打ち破り内部に損害を与えるために使用される。
焼夷弾
標的に当たると燃え上がり、対象を延焼させる。
榴弾
爆発して、破片で周囲に損害を与える。
例に示したものは「通常弾頭」と呼ばれており、破壊する対象によって使い分けられる。重装甲の戦車や戦艦に対しては徹甲弾を、燃えやすい建物や、燃料を積んだ航空機には焼夷弾を、歩兵や装甲の薄い車両には榴弾が用いられる。

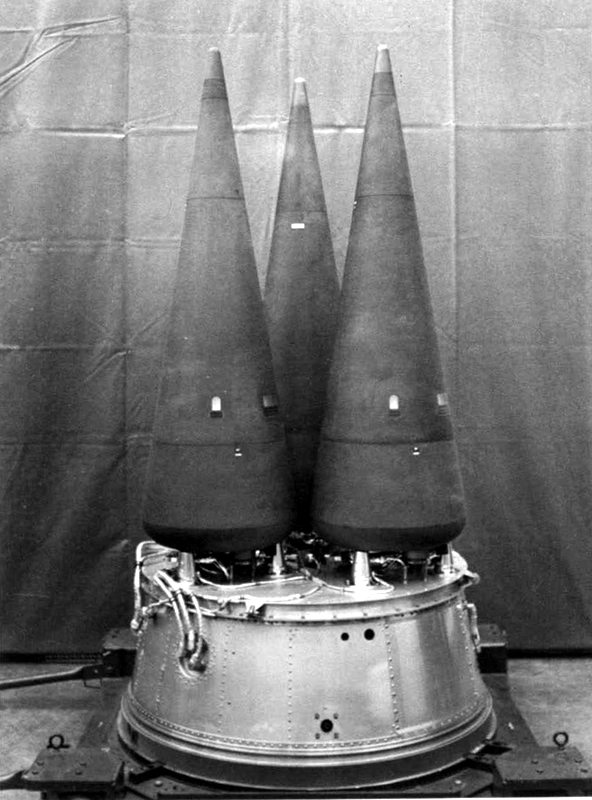
いわゆる核弾頭
ミニットマンIIIに搭載されるW76核弾頭。3発の弾頭が内蔵されたMIRV方式である。これら核爆弾本体はMk.12A再突入体により、大気圏突入の際の熱から防護される

この他にも、化学兵器や生物兵器・核兵器など、様々な破壊的機能を持つ兵器が存在するが、これを同じ大砲から打ち出せるようにすれば、「化学弾頭」や「生物兵器弾頭」・核弾頭となる。ただ、核弾頭だけは威力が大き過ぎ、大砲で打ち出せる程度の距離に発射すると、発射装置が大袈裟になる上に大砲を撃った側も被害を受けかねないため、核弾頭砲はかなり使い勝手の悪い兵器である（→戦術核兵器）。大抵は、大砲よりもさらに飛距離のある兵器で発射される。
発射装置には、銃や大砲といった火砲によって運動エネルギーを最初に一度だけ与えるもののほかに、ロケット弾を発射するロケット砲やミサイルのランチャーや、魚雷の魚雷発射管などのように自ら飛翔や航走する能力のある兵器では、比較的簡単な構造の装置が使われる。

## 弾頭の機能
砲弾は、それが目標に到達したときに、目的とする機能を発揮しなければならない。
これが弾丸のように、単純に目標に突き刺さり、あるいは貫通して対象に物体の衝突に伴う物理的な破壊を起こすだけでよいのであれば、これはただの「塊」で事足りる。大抵は金属の塊が使われるが、目的さえ合致して、対象に期待された損害を与えることができるなら、初期の臼砲のようにそこらの石や、1841年8月のジョン・コウ米海軍大尉率いるウルグアイ艦隊がやったように、固くなって食べられなくなったチーズでも構わない（この「チーズ砲弾」は、相手のアルゼンチン艦隊をひどく驚かせ、撃退に成功している）。さらに、衝突時の運動エネルギーをより大きいものとしたい場合は、鉛など比重の大きい金属を使えば同容積でより大きな運動エネルギーを与え、対象を穿つ必要がある場合はより硬ければよいので被甲（被覆鋼弾）される（→弾丸）。
ただ、一般に弾頭と表現される場合には、何らかの機能を持っているものが主体となる。爆発性の弾頭（一種の爆弾）であれば爆発する必要があるが、これは、標的に到達した際に爆発させるため信管が用いられる。化学弾頭や生物兵器弾頭では、目標に到達した際にただ衝突して内容物を飛び散らせても効果が薄く、これを適切に散布するために衝突前に破裂して内容物を撒き散らす。このため、時限信管で発射一定時間後に破裂するようになっているなどしている。核弾頭の場合は、汚い爆弾ならともかくとして、核爆発を起こすためには所定の手順に従って核物質を臨界状態にしなければならず、これはただ単に衝突させればよいという問題ではなく、まして発射以降に弾頭が破損してしまうと核反応が起こせなくなるため、発射などの衝撃や空力加熱に耐え核爆発を起こすよう設計されている。

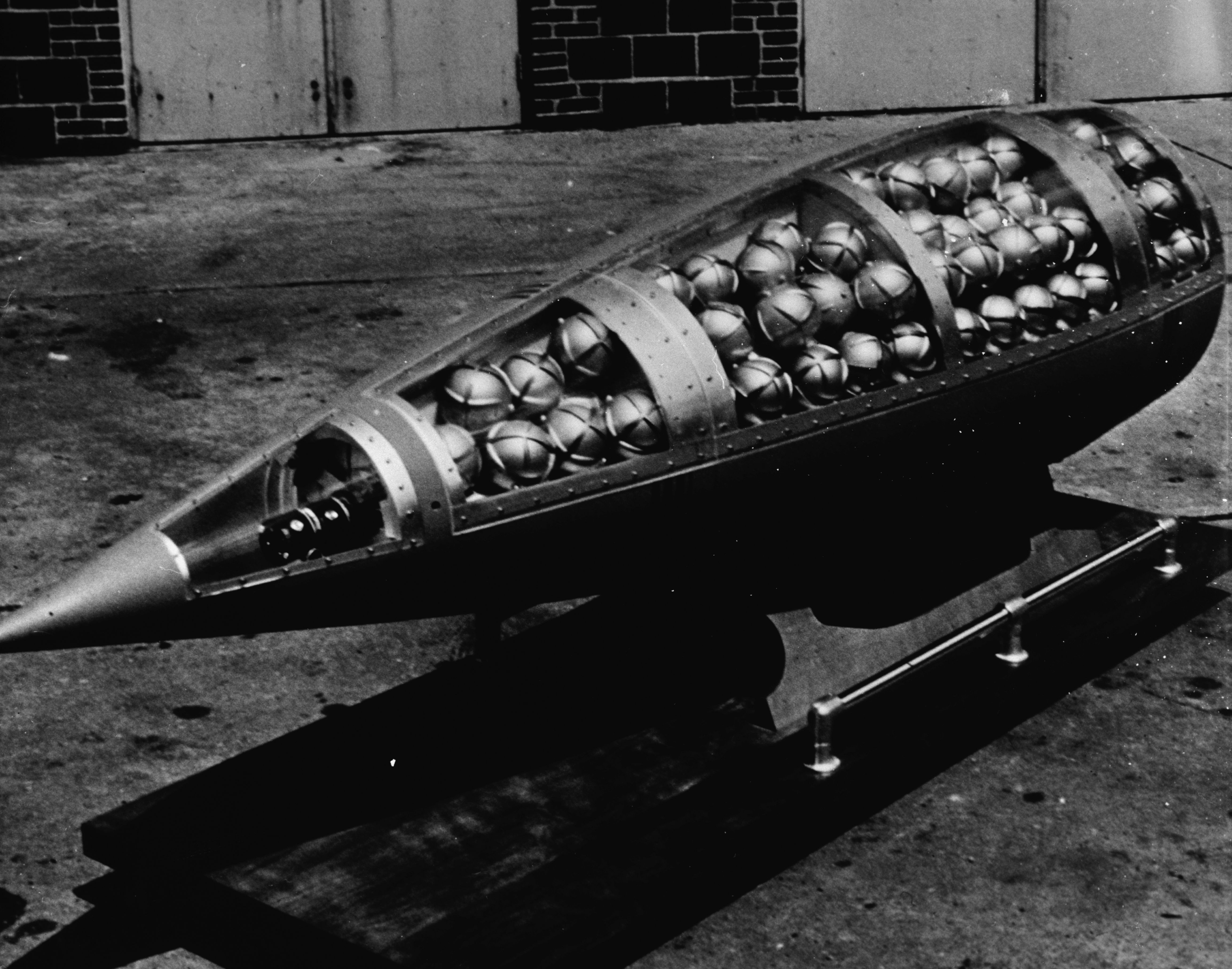
クラスター爆弾になっているオネスト・ジョンの弾頭模型。M139小型化学弾が詰め込まれている

また、弾頭とはいっても子弾頭のように、複数の弾頭を集束してある弾頭も存在する。クラスター爆弾の場合は、爆弾本体が「キャニスター」と呼ばれる容器で、この中に各々の子爆弾が収納されているが、ロケット弾の中にもこのキャニスターを発射し、さらにこのキャニスターが破裂して内部の子爆弾を散布するものも見られる。いわゆる大陸間弾道ミサイル（ICBM）は、弾頭部分が複数からなり、分散した弾頭部が目標地域に降り注ぐよう設計されている。なお、ICBMはいったん大気圏外にまで打ち上げられ、そこから大気圏再突入を行うため、このときの空力加熱で故障しても機能しない。このためICBMの核弾頭は再突入体とよばれるカバーで防護されている。

## 発射装置による弾頭の種類
発射装置は先に上げたとおり、銃や大砲などの筒内の圧力で発射するものから、ロケットやミサイルなど自力で飛行する装置があるが、ロケットやミサイルにしてもその大きさや飛行距離はまちまちである。この他には魚雷も目的に応じて様々な弾頭が存在する。
その一方で、他の兵器が弾頭として使用される場合もある。例えば、アスロックは兵器としてはロケット砲だが、その発射体先端部は魚雷で、発射後に着水すると弾頭である魚雷がロケットモーターから切り離され、水中を進む。これによってより遠距離に素早く魚雷を打ち込めるのである。対水中兵器としては対潜ミサイルのような装備があり、魚雷の他に爆雷なども弾頭として使用するものが存在する。

## 通常弾頭
通常弾頭とは、核弾頭や化学弾頭や生物弾頭のような大量破壊兵器の対義語として用いられる従来型の弾頭である。NBC兵器よりも使用条件が緩いため、世界各地の戦場や紛争地帯で使用される。主に化学エネルギーや運動エネルギーによって対象を無力化、破壊する。近年はレーザー誘導やGPS誘導などの精密誘導技術の進歩により、限定的に攻撃対象のみを破壊するようになりつつある。